# Фридеричи, Бланш
Бланш Л. Фридери́чи (англ. Blanche L. Friderici; 21 января 1878, Бруклин, Нью-Йорк, США — 23 декабря 1933, Висейлия, Калифорния, США) — американская актриса.

## Биография
Бланш Л. Фридеричи родилась 21 января 1878 года в Бруклине (штат Нью-Йорк, США).
Фридеричи не стремилась стать актрисой — она была преподавателем по актёрскому мастерству и ораторскому искусству. Тем не менее, зрение стало её подводить, она не смогла читать, так что она занялась актёрством.
В 1914—1927 годы Фридеричи появилась в девяти театральных постановках на Бродвее в Нью-Йорке. Появилась в шестидесяти фильмах с 1920 по 1934 годы.
55-летняя Бланш скончалась 23 декабря 1933 года от сердечного приступа по пути на рождественскую службу в General Grant Grove. Её муж, и по совместительству менеджер, Дональд Кэмпбелл был с ней.

## Избранная фильмография
| Год  |   | Русское название            | Оригинальное название | Роль                    |
| ---- | - | --------------------------- | --------------------- | ----------------------- |
| 1928 | ф | Сэди Томпсон                | Sadie Thompson        | миссис Альфред Дэвидсон |
| 1931 | ф | Ночная сиделка              | Night Nurse           | Миссис Максвелл         |
| 1931 | ф | Мата Хари                   | Mata Hari             | Сестра Анжелика         |
| 1932 | ф | Прощай, оружие!             | A Farewell to Arms    | главная медсестра       |
| 1933 | ф | Секреты                     | Secrets               | Миссис Марта Марлоу     |
| 1933 | ф | Береги своего мужчину       | Hold Your Man         | Миссис Вагнер           |
| 1933 | ф | Полёт в Рио                 | Flying Down to Rio    | Дона Элена Де Ресенде   |
| 1934 | ф | Это случилось однажды ночью | It Happened One Night | жена Зика               |